# 乌索烷
乌索烷（也译为乌苏烷、熊果烷）是一种天然的环状五环三萜类物质，分子式为C30H52，是苦瓜宁等化合物的母结构，此类以乌索烷为母体的化合物主要分布于女贞子、枇杷、积雪草、夏枯草中，在苹果、石榴等水果中也具有较高含量。除A环上的偕甲基外，E环上的两个甲基为19β，20α位置，其19α，20β的差相异构体为蒲公英烷（taraxastane）。